# Garibaldo Fattori
Garibaldo Fattori detto Garibaldi (Manciano, 8 dicembre 1889 – Manciano, 16 novembre 1956) è stato un fantino italiano.
Garibaldi ha disputato il Palio di Siena in undici occasioni, tra il 1925 ed il 1933; vinse una volta, il 16 agosto 1929 per la Giraffa. Deve però il suo successo alla cavalla Orfanella: partito infatti in testa dopo la mossa, Garibaldi arriva al primo Casato con un netto vantaggio; lì commette però l'errore di compiere la curva in malo modo, cadendo così da Orfanella. La cavalla continua però la corsa, inseguita da Bubbolo per il Drago. A nulla però servono gli sforzi degli inseguitori: Orfanella vince, consegnando il successo a Garibaldi ed alla Giraffa.
Già nel luglio dello stesso anno Garibaldi era andato vicino al successo; tuttavia, un errore al terzo Casato mentre era in testa permise a Picino il sorpasso e la vittoria.

## Presenze al Palio di Siena
Le vittorie sono evidenziate ed indicate in neretto.
| Palio          | Contrada | Cavallo               | Note   |
| -------------- | -------- | --------------------- | ------ |
| 2 luglio 1925  | Civetta  | Baio di C. Capperucci | scosso |
| 16 agosto 1925 | Giraffa  | Grigio di G. Ricci    |        |
| 2 luglio 1926  | Onda     | Grigio di G. Ricci    |        |
| 16 agosto 1926 | Aquila   | Sauro di L. Franci    |        |
| 2 luglio 1927  | Pantera  | Girardengo I          |        |
| 16 agosto 1927 | Leocorno | Morello di R. Busisi  |        |
| 16 agosto 1928 | Torre    | Gina                  |        |
| 2 luglio 1929  | Giraffa  | Baio di M. Vannini    | scosso |
| 16 agosto 1929 | Giraffa  | Orfanella             | scosso |
| 16 agosto 1930 | Oca      | Tordina               | scosso |
| 2 luglio 1931  | Lupa     | Tordina               | scosso |
| 2 luglio 1933  | Aquila   | Ero                   |        |